# 東洋社会党
東洋社会党（とうようしゃかいとう、旧字体：東洋社󠄁會黨）は、1882年5月25日に樽井藤吉と赤松泰助らによって長崎県島原において設立した政党。機関紙は『半鐘警報』。日本で初めて「社会党」の名を冠した政党。
樽井自身は国学の影響を受けたアジア主義者であったが、道徳の確立と自主平等を主義として、社会公衆の最大福利を目的として、財産の均等化などを掲げた。党員は数名であったが、本拠地を松浦郡に移すと地元農民を中心に3,000人の支持者を集めた。この動向に明治政府は警戒を強め、翌月には共産主義革命を企てた容疑で解散を命じられる。だが、樽井がこれに応じなかったために、翌1883年1月に樽井は集会条例違反で禁錮刑とされて強制的に解散させられた。

## 沿革

### 結成まで

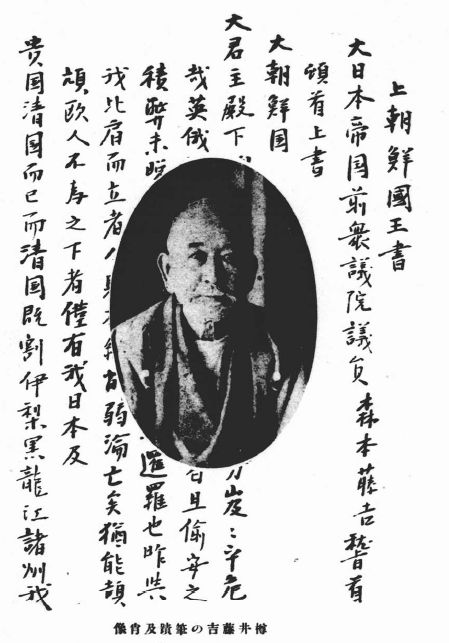
樽井藤吉

樽井は1874年に岩倉具視に社会主義的な政策の提言をするが受け入れられず、西南戦争で西郷側に立つも敗北して潜行したのち、無人島に理想の村をつくろうと植民に取り組むも失敗するなどしていた。長崎に転じた際、外国帰りの人物から、樽井の主張は西洋の「社会主義」に近いと教えられ、以降「東洋社会党」の結成を模索するようになった。社会主義の具体的行動方針については樽井の手に余るものであり、武富時敏に助言を乞い、スペンサーの説や優生学を取り入れた。
1882年3月2日、『錦江新誌』号外（創刊準備号の意）が発行された。樽井はこれに1月に長崎で行った演説の書き起こしとして「東洋の虚無党」と題する文章を掲げ、「虚無党の発生は圧制政治に原因がある」と主張した。ここにおいて樽井は、東洋の虚無党は老荘思想などに由来し、西洋の虚無主義と本質は変わらないが政府に対抗するようなことはなかったこと、西洋虚無党の「逆族」を未然に排除するためには別の思想で対抗しなければならないことを主張した。ここにはカール・マルクスについて「孛国の一学士」としか出ておらず、社会主義を志向する樽井にすら未だマルクスの論が伝わっていないことがわかる。
1882年(明治2年)、樽井は東洋社会党の結成に着手する。4月18日に赤松ら数名の同志とともに準備会を開き、5月25日島原江東寺（十善寺とも）にて東洋社会党第一部第一同盟会が開かれ、樽井を発起人として「東洋社会党」が正式に発足した。党名は「立憲急進党」「突飛党」などの案が挙がったが、結局「東洋社会党」となった。これは、日本で初めて「社会党」の名を冠した政党である。
その党則には、道徳を行動規範とし、「自他平等」と「社会公衆の最大福利」を目的と謳った。「東洋」の名には、西洋の社会主義政党とは異なる「親和」の党であるという意味が込められている。
第一章 我黨は道德を以て言行の基準とす
第二章 我黨は平等を以て主義となす
党の中心活動家は樽井のほか家永芳彦（長崎改進党員 のちに代議士）、横田寅彦（大阪の代言人 後に代議士）、島原の士族の平野新八郎で、財政は奈良の木材商土倉庄三郎がパトロンとなった。
佐賀県西松浦郡を拠点とした。西松浦の農民らは佐賀藩主であった鍋島閑叟の徳政的土地改革制度の継続を要求して運動を開始しており、樽井も鍋島の善政を社会主義の嚆矢と位置付けその旧領を重心的に扇動し東洋社会党は農民の支持を集めた。3000余名を獲得し、そのほとんどは農民であった。島原のほかには、新潟県において赤川小一郎という党員（詳細不明の人物で、田中惣五郎や鈴木正は赤松泰助と同一人物と推測している）が宣伝活動を行い農民にある程度の影響力があった。
5月、渡辺政貴らは鍋島閑叟の廟に「仁祖」の扁額を掲げ、その横に「財産の公平を推し進めた遺徳を慕う」という旨の看板を立てた。この時朝野新聞は、貧農は鍋島閑叟を社会党の元祖であるとして崇敬しており、肥前中に東洋社会党の党勢が広がる日も遠くないと報じている。渡辺ら活動家は島原における小作争議にある程度関与していたと推測されている。渡辺らが天物共有思想を浸透させた。このことは社会主義政党とみなされる布石となる。6月には機関誌「半鐘警報」の発行を開始した。

### 弾圧と消滅
東洋社会党の結成が知られると、論壇では賛否両論が行きかった。福地源一郎や村上浩は、西洋の社会党の害毒が日本に及んだとしてはげしく非難した。政府当局は東洋社会党を共産党・虚無党と断定し、1882年7月7日（ないしは6月中に）内務卿山田顕義は結社禁止を命じた。禁止に先立つ7月6日、長崎警察署は樽井を召喚・尋問したが、樽井は「社会党とは親和の党という意味である」、「道義に従えば平等を主張するのは当然であり、この論理は太政官布告にも出てくる」という趣旨の返答をしたという。
結社禁止後も樽井は修正党則の作成などの活動をつづけた。改正党則には「天物共有」「共同社会」「児子共育」「理学的生殖」などの主張が掲げられた。このほか、8月には赤松が、徳川幕府の顛覆を図った由井正雲の彫像を作らせた。
1883年1月、樽井は結社禁止に背いて改正党則草案を印刷・配布した。このこれにより同25日に樽井は集会条例違反で禁固刑に処され、これによって同党は事実上消滅した。

### その後
樽井の親類である奈良の楠本助一郎は東洋社会党結党に際して党則案を受け取っており、これが契機となって奈良で幸米松が借地虚無党を結成した。また、同じく奈良県の吉野郡泥川の圓萬寺に東洋社会党の記念碑建立運動が存在した。
明治20年代に『日本社会燈』を発行した「日本平民社」という結社が存在し、松本健一は主張内容からこれを東洋社会党を引き継いだものと推測している。
樽井がその後に代議士となった際には、東洋社会党を結党した経歴から危険人物として警戒されたが、実際には在職中になんらの異彩を放つこともなかったという。

## 思想と評価
東洋社会党の思想は、ベンサムの最大多数の最大幸福や自然法の思想を基調とし、それに土地共有と結びつけたユートピア社会主義であった。自由民権運動の渦中、盛んに活動する自由党・改進党の両方が経済的不平等を無視する中で、東洋社会党は両党と同じく有産・有識階級を基盤としながらも土地共有を主張した。その一方で、社会主義の原則的立場であるところの生産手段の私有の禁止については言及することはなかった。他方で、吉野作造は、樽井に社会主義思想の開拓に功労があった事には違いないが、無政府主義と見るのは誤りで、社会党や虚無党の名を聞きかじっただけの一民権家であると評している。飯田鼎は、東洋社会党の思想は無政府主義的ではあるものの天皇制や国家権力については一切言及されておらず、社会変革の方向も開明専制的・国家主義的であるとしている。
東洋社会党の性格についての評価は、石川三四郎のように無政府主義団体と規定する者と山路愛山、吉野作造、木村毅のように国家社会主義であると規定する者に分かれる。東洋社会党はその主張の性格と樽井へのマックス・シュティルナーの影響から、日本の無政府主義の源流とみなされることがある。石川三四郎と幸徳秋水は、「道徳を以て言行の基準とす」「平等を主義となす」という主張について、無政府主義の理想を明白に宣言したものであり、この党則は無政府主義結社の党則として完璧に近いと評している。山路愛山は、東洋社会党の主張は素朴なユートピア主義であるにもかかわらず、当時はアレクサンドル2世を暗殺した虚無党（ナロードニキ）のようなものとして必要以上に恐怖する雰囲気があったと回顧している。東洋社会党が弾圧によってすぐま雲散霧消してしまったことについて、崔栄漢は、バブーフの陰謀になぞらえて、日本の経済状況が社会主義運動の発展を促すまでに成熟していなかったとしている。麻生久は理想主義的で空想的社会主義の範疇に属するものであるが、マルクスなど社会主義の理論が紹介されていない中で自由民権運動に代表される自由主義とは異なる社会主義の実現を目指した。